# Jonathan Benteke
Jonathan Benteke (Luik, 28 april 1995) is een Belgisch voetballer die speelt als aanvaller Hij is de jongere broer van Christian Benteke.

## Carrière

### Jeugd
Benteke sloot zich in 2005 aan bij JS Pierreuse waar hij twee jaar zou spelen alvorens hij hier in 2006 werd weggeplukt door eersteklasser Standard Luik. Eén jaar later stapte hij over naar de jeugd van CS Visé, hier zou hij tot 2009 in de jeugd spelen waarna hij opnieuw de overstap maakte naar Standard Luik. Bij Standard speelde hij nog vier jaar in de jeugdploegen maar hij slaagde er niet in om de overstap te maken naar het eerste elftal.

### Senioren
In 2013 werd bekend dat hij gratis de overstap maakte naar tweedeklasser CS Visé, waar hij ook al twee jaar in de jeugd had gespeeld. Benteke tekende hier voor 3 jaar. Hij maakte zijn debuut op 10 augustus 2013 in de wedstrijd tegen RWDM Brussels FC. Zijn eerste goal maakte hij in de wedstrijd tegen KAS Eupen. Benteke zou dat seizoen 20 wedstrijden spelen waarin hij 2 doelpunten kon scoren.
In de zomer van 2014 haalde Francky Dury hem naar eersteklasser SV Zulte Waregem. Hij maakte zijn debuut op 27 september 2014 in de thuiswedstrijd tegen RSC Anderlecht, Benteke mocht hier na 70 minuten invallen voor Glynor Plet.
In het seizoen 2016/17 speelde Benteke voor Crystal Palace. Van medio 2017 tot januari 2018 speelde hij op Cyprus voor Omonia Nicosia en ging vervolgens naar Oldham Athletic.

## Statistieken
| Seizoen         | Club             | Land               | Competitie         | Competitie | Competitie | Beker | Beker | Europees | Europees | Totaal | Totaal |
| Seizoen         | Club             | Land               | Competitie         | Wed.       | Dlp.       | Wed.  | Dlp.  | Wed.     | Dlp.     | Wed.   | Dlp.   |
| --------------- | ---------------- | ------------------ | ------------------ | ---------- | ---------- | ----- | ----- | -------- | -------- | ------ | ------ |
| 2013/14         | CS Visé          | Vlag van België    | Belgacom League    | 20         | 2          | 0     | 0     | —        | —        | 20     | 2      |
| 2014/15         | SV Zulte Waregem | Vlag van België    | Jupiler Pro League | 6          | 2          | 2     | 1     | 0        | 0        | 8      | 3      |
| 2015/16         | SV Zulte Waregem | Vlag van België    | Jupiler Pro League | 15         | 0          | 2     | 0     | —        | —        | 17     | 0      |
| 2016/17         | Crystal Palace   | Vlag van Engeland  | Premier League     | 1          | 0          | 0     | 0     | 0        | 0        | 1      | 0      |
| 2017/18         | Omonia Nicosia   | Vlag van Cyprus    | A Divizion         | 3          | 0          | 0     | 0     | —        | —        | 3      | 0      |
| 2017/18         | Oldham Athletic  | Vlag van Engeland  | League One         | 1          | 0          | 0     | 0     | —        | —        | 1      | 0      |
| 2018/19         | Oldham Athletic  | Vlag van Engeland  | League One         | 6          | 1          | 3     | 1     | —        | —        | 9      | 2      |
| 2019/20         | Alemannia Aachen | Vlag van Duitsland | Regionalliga West  | 9          | 3          | 0     | 0     | —        | —        | 9      | 3      |
| Carrière totaal | Carrière totaal  | Carrière totaal    | Carrière totaal    | 61         | 8          | 7     | 2     | 0        | 0        | 68     | 10     |